# Tiroteig a Tel-Aviv (2016)
Tiroteig a Tel-Aviv (2016) El dia 1 de gener de 2016, un home armat va obrir foc contra diversos negocis en el carrer Dizengoff a Tel-Aviv (Israel), matant a dues persones i ferint a set més. Es va informar que el pistoler era un home jove amb ulleres de sol i vestit de negre que va sortir d'una tenda de comestibles i va treure el que semblava ser una metralleta de la seva bossa i va obrir foc contra un restaurant de menjar japonès (sushi), una cafeteria i un bar anomenat El Simta, sent la barra del establiment el blanc principal. El tiroteig semblava que havia estat un atac terrorista.

## Sospitós
La policia va identificar el sospitós com un home àrab-israelià de 31 anys, anomenat Nashat Melhem, de la ciutat de Wadi Labra, després que el seu pare, que treballa com a guàrdia de seguretat, va reconèixer al seu fill en l'enregistrament de seguretat i es va adonar que duia la seva arma de foc, segons els informes una Spectre M4.
Melhem ja havia estat detingut en l'any 2007 per intentar robar l'arma d'un soldat israelià. Va atacar al soldat amb un tornavís, va dir que volia venjar la mort del seu cosí i també va dir que volia vendre l'arma. Ell també tenia un historial de depressió i els seus coneguts diuen que sovint participava en comportaments problemàtics. Els familiars també han declarat que no era religiós ni estava afiliat amb cap moviment polític, no obstant això, la policia creu que podia tenir vincles amb l'Estat Islàmic (Daesh).

## Víctimes
Les dues víctimes assassinades van ser identificades com Alon Bakal, gerent de l'El Simta, i Shimon Ruimi, un home de 30 anys que vivia a Ofakim. Dels set ferits dos van ser evacuats en condició crítica i cinc en estat moderat.